# Super Street: The Game
Super Street: The Game es un videojuego de carreras desarrollado por Team6 Game Studios en colaboración con Rebel Games por encargo de la revista de automoción Super Street, propiedad de Motor Trend Group. Publicado por Lion Castle Entertainment el 11 de septiembre de 2018 para las consolas PlayStation 4 y Xbox One y PC con Windows.
Super Street: The Game te da la oportunidad de comprar, restaurar y mejorar tu auto con amplias opciones de tuning y estilo. Se requiere que el jugador participe en carreras callejeras, ganando efectivo, que se gasta en piezas de automóviles y reputación, y desbloquea nuevos miembros del equipo para ayudar a modificar el vehículo. También hay multijugador implementado utilizando la tecnología de pantalla dividida y funciones de red en línea.
El equipo de creadores, gracias a un acuerdo de asociación con Super Street, pudo obtener una licencia para usar piezas de automóviles de fabricantes del mundo real. Tras su lanzamiento, Super Street: The Game recibió críticas negativas de la prensa especializada en videojuegos. A pesar de los elogios por las capacidades de ajuste del automóvil, los revisores criticaron el terrible modelo de física, los gráficos y la jugabilidad mal concebida. En 2019 se lanzó una secuela, Super Street: Racer.

## Jugabilidad
Super Street: The Game es un juego de conducción arcade creado en 3D. Al principio, el jugador necesita comprar uno de los autos oxidados ofrecidos. Los automóviles se dañan en colisiones y en accidentes graves se detienen, después de lo cual recuperan su estado original. Para que los autos tengan una apariencia más adecuada, hay muchas oportunidades para ajuste y estilo, que están disponibles en el garage: puede cambiar los detalles tanto del exterior como del interior, personalizar la suspensión, cambia el color de todo el coche o solo de sus partes individuales, y mucho más. El juego tiene un sistema trofeos y logros.
Las piezas deben comprarse con dinero, que se gana al participar en carreras callejeras en el modo Carrera. Este modo se divide en eventos patrocinados por Import Tuner, Hot Import Nights y otras marcas famosas. Para abrir el acceso a eventos posteriores, debe ganar reputación: cuanto mejor sea el lugar en la carrera, más dinero y reputación recibirá el jugador. En algunas competiciones, el jugador recibe un determinado automóvil modificado. Las carreras en sí se dividen en diferentes tipos, como carreras de circuito, carreras de un solo tiempo y otras. Es posible armar un equipo de chicas, cuya presencia brinda beneficios adicionales, como aumentar la potencia del automóvil. Además de la carrera, también hay un modo de carrera rápida, en el que puedes elegir una ubicación y una carrera, o simplemente Free explorar el terreno de una de las ubicaciones disponibles. El multijugador es un modo de pantalla dividida para dos jugadores y en línea hasta cuatro.

## Desarrollo
Super Street: The Game se anunció el 20 de noviembre de 2017 para las plataformas PlayStation 4, Xbox One y Windows. El juego fue desarrollado por Team6 Game Studios, que anteriormente había creado otros juegos de carreras arcade; Rebel Games también ayudó con el desarrollo. El equipo se asoció con la revista automovilística Super Street, de donde el juego obtuvo su nombre. Fue el primer juego oficial bajo la marca de esta revista. La idea detrás de Super Street: The Game fue el extenso tuning y styling de opciones de autos, y la edición de Super Street ayudó a incluir más de 700 repuestos de autos auténticos de más de 70 fabricantes del mundo real, como HKS, Brembo, Sparco y muchos otros, pero los autos en sí son modelos ficticios que, sin embargo, se basan en autos existentes. Según los desarrolladores, los jugadores "no solo compran un automóvil, sino que lo construyen". Además, los patrocinadores de marcas reales como Import Tuner, Hot Import Nights y otros participan en el juego. Super Street: The Game en exhibición en gamescom 2018.

En el mercado de juegos actual hay una clara brecha. Nos falta un verdadero juego de carreras callejeras con la pura diversión de los viejos tiempos, pero ahora con el estándar visual más alto y la calidad general que uno puede esperar de un juego de 2018.
Ronnie Nelis, creador del juego

La fecha de lanzamiento original fue el 3 de agosto de 2018, pero posteriormente se aplazó al 4 de septiembre del mismo año con el fin de realizar mejoras técnicas. La fecha de lanzamiento final de Super Street: The Game fue el 11 de septiembre de 2018; el juego se distribuye solo en forma digital.

## Recepción
El juego fue recibido negativamente por los revisores. Metacritic tiene una puntuación media de 37 sobre 100. Los revisores en sus reseñas de las deficiencias de Super Street: The Game atribuyeron el modelo físico terrible, los gráficos borrosos, la funcionalidad mal concebida y la representación sexista de las mujeres. Las ventajas de algunos críticos atribuyeron las amplias posibilidades para personalizar autos y una variedad de carreras, y señalaron que el juego tenía potencial, pero numerosas fallas técnicas no permitieron revelarlo.
El periodista de GameStar Florian Zandt criticó Super Street: The Game por problemas técnicos, conducción 'desastrosa' y estereotipos sexistas. Richard Seagrave, crítico de GameSpew, declaró: "Bajo ninguna circunstancia considere comprar 'Super Street: The Game'". A.K. Rahming (PC Invasion) le dio al juego una opinión similar, diciendo que "con controles terribles, física ridículamente terrible y características rotas", "Super Street: The Game" está destinado a ser un depósito de chatarra. Polmichael Contreras, crítico de PlayStation LifeStyle, también se mostró decepcionado con el juego, citando como desventajas la terrible mecánica de conducción, la representación sexista de las mujeres, los gráficos borrosos e incluso la ausencia de jugadores en línea. "Es tan malo que no puedo recomendar este juego ni siquiera a los fanáticos de las carreras arcade", escribió Paul Renshaw, crítico de TheXboxHub. A Kevin Tavor (TrueAchievements) no le gustó el modelo de física destructiva, el terrible diseño de la pista y la AI, y también señaló que "las chicas sexualizadas están en el equipo del jugador literalmente solo por esto". Yavi Oria Bonjour, crítico de MeriStation, señaló que el juego es técnicamente pobre, no hay un concepto de fluidez en los controles y hay decisiones extrañas en el modo principal de paso (por ejemplo, la imposibilidad de tener más de un auto) y un nivel de dificultad desequilibrado. El crítico de MondoXbox, Gyozo Baki, también citó el juego desequilibrado (afirmando que las carreras divertidas pueden alternar con molestas y frustrantes) y el modelo de física impredecible como desventajas. Lennard Verhage, crítico de PSX-Sense, junto con otros críticos, citó los controles, la inteligencia artificial ("los más tontos de los últimos años") y varios errores como contras.
En el lado positivo de Super Street: The Game, los críticos atribuyeron principalmente la capacidad de personalizar visualmente los autos, así como la relativa variedad de carreras. Florian quedó impresionado con más de 500 piezas instalables, una interesante versión de la cultura Tuning y ocho modos de carrera. El crítico de Xbox Tavern, Mark Sherwood, elogió el concepto impresionante y la gran cantidad de detalles, aunque señaló que "los desarrolladores deben abordar muchos de los problemas del juego antes de que pueda tomarse en serio". Siente el lado positivo de Super Street: The Game atribuido a la variedad de eventos en el modo carrera. Bonjour elogió la personalización estética de los autos y señaló que las carreras rápidas y dinámicas siempre son divertidas, especialmente con amigos. Bucky expresó un sentimiento similar, afirmando que el juego es una "Time Capsule", que transporta al jugador a una era en la que las carreras eran más limitadas, lineales y menos serias, pero muy divertidas y sencillas. Verhage citó las fortalezas del juego como la variedad de carreras, las diferentes ubicaciones, las amplias opciones de personalización y la diversión que puede brindar el juego si no se ve obstaculizado por las deficiencias.

## Secuela
A pesar de las críticas negativas, en 2019 otro estudio, Game Solutions 2, creó una secuela llamada Super Street: Racer exclusivamente para Nintendo Switch. El juego ha conservado las características principales de su predecesor, en particular el tema de las carreras callejeras y las amplias opciones de modificación de automóviles, pero ha sufrido algunos cambios (por ejemplo, no hay posibilidad de moverse libremente por las ubicaciones). Super Street: Racer recibió críticas mixtas de los críticos, pero las puntuaciones fueron mucho más altas que las del juego anterior.